# Vuelta a España 2023/Fahrerfeld
Das Fahrerfeld des Vuelta a España 2023 umfasst 176 Radrennfahrer in 22 Teams und 31 Nationen. Das Durchschnittsalter aller Teilnehmer liegt bei 28 Jahren.
Aufgrund eines Beschlusses der UCI vom 1. März 2022 vor dem Hintergrund des russischen Überfalls auf die Ukraine 2022 dürfen die Fahrer aus Russland bzw. Belarus nicht unter Namen und Fahne ihrer Nation teilnehmen.
Legende:
- Auszeichnungen in den Wertungen:
  - : Maillot Rojo für den Gesamtführenden
  - : Maillot Verde für den Punktbesten
  - : Maillot Lunares für den besten Bergfahrer
  - : Maillot Blanco für den besten Nachwuchsfahrer
- Nr.: Startnummer
- Aus.: Ausschluss durch Rennleitung vor Rennbeginn
- Susp.: Suspendierung, Ausschluss durch eigenes Team (in Klammern die entsprechende Etappe)
- HD: außerhalb der Karenzzeit
- DSQ: Disqualifikation, Ausschluss durch Rennleitung nach Rennbeginn (in Klammern die entsprechende Etappe)
- DNF: Aufgabe, Abbruch der Rundfahrt durch den Fahrer während einer Etappe (in Klammern die entsprechende Etappe)
- DNS: Aufgabe, Abbruch der Rundfahrt durch den Fahrer vor einer Etappe (in Klammern die entsprechende Etappe)

| Soudal Quick-Step SOQ | Soudal Quick-Step SOQ                         | Soudal Quick-Step SOQ |
| --------------------- | --------------------------------------------- | --------------------- |
| Nr.                   | Fahrer                                        | Platz                 |
| 1                     | Remco Evenepoel (BEL) (Straße und Zeitfahren) | 12.                   |
| 2                     | Andrea Bagioli (ITA)                          | DNF-6                 |
| 3                     | Mattia Cattaneo (ITA)                         | 34.                   |
| 4                     | Jan Hirt (CZE)                                | 59.                   |
| 5                     | James Knox (GBR)                              | 65.                   |
| 6                     | Casper Pedersen (DEN)                         | 140.                  |
| 7                     | Pieter Serry (BEL)                            | 96.                   |
| 8                     | Louis Vervaeke (BEL)                          | 33.                   |

| UAE Team Emirates UAD | UAE Team Emirates UAD           | UAE Team Emirates UAD |
| --------------------- | ------------------------------- | --------------------- |
| Nr.                   | Fahrer                          | Platz                 |
| 11                    | Juan Ayuso (ESP)                | 4.                    |
| 12                    | João Almeida (POR) (Zeitfahren) | 9.                    |
| 13                    | Rui Oliveira (POR)              | 148.                  |
| 14                    | Finn Fisher-Black (NZL)         | 40.                   |
| 15                    | Sebastián Molano (COL)          | 147.                  |
| 16                    | Domen Novak (SLO)               | 138.                  |
| 17                    | Marc Soler (ESP)                | 14.                   |
| 18                    | Jay Vine (AUS) (Zeitfahren)     | DNF-6                 |

| Jumbo-Visma TJV | Jumbo-Visma TJV                             | Jumbo-Visma TJV |
| --------------- | ------------------------------------------- | --------------- |
| Nr.             | Fahrer                                      | Platz           |
| 21              | Primož Roglič (SLO)                         | 3.              |
| 22              | Robert Gesink (NED)                         | 52.             |
| 23              | Wilco Kelderman (NED)                       | 25.             |
| 24              | Sepp Kuss (USA)                             | 1.              |
| 25              | Jan Tratnik (SLO)                           | 38.             |
| 26              | Attila Valter (HUN) (Straße und Zeitfahren) | 22.             |
| 27              | Dylan van Baarle (NED) (Straße)             | 88.             |
| 28              | Jonas Vingegaard (DEN)                      | 2.              |

| Ineos Grenadiers IGD | Ineos Grenadiers IGD             | Ineos Grenadiers IGD |
| -------------------- | -------------------------------- | -------------------- |
| Nr.                  | Fahrer                           | Platz                |
| 31                   | Geraint Thomas (GBR)             | 31.                  |
| 32                   | Thymen Arensman (NED)            | DNF-7                |
| 33                   | Egan Bernal (COL)                | 55.                  |
| 34                   | Jonathan Castroviejo (ESP)       | 60.                  |
| 35                   | Laurens De Plus (BEL)            | DNF-1                |
| 36                   | Filippo Ganna (ITA) (Zeitfahren) | 104.                 |
| 37                   | Omar Fraile (ESP)                | 115.                 |
| 38                   | Kim Heiduk (GER)                 | 139.                 |

| Bahrain Victorious TBV | Bahrain Victorious TBV  | Bahrain Victorious TBV |
| ---------------------- | ----------------------- | ---------------------- |
| Nr.                    | Fahrer                  | Platz                  |
| 41                     | Santiago Buitrago (COL) | 10.                    |
| 42                     | Damiano Caruso (ITA)    | 19.                    |
| 43                     | Matevž Govekar (SLO)    | 133.                   |
| 44                     | Kamil Gradek (POL)      | 130.                   |
| 45                     | Mikel Landa (ESP)       | 5.                     |
| 46                     | Wout Poels (NED)        | 15.                    |
| 47                     | Jasha Sütterlin (GER)   | 71.                    |
| 48                     | Antonio Tiberi (ITA)    | 18.                    |

| Lidl-Trek LTK | Lidl-Trek LTK                 | Lidl-Trek LTK |
| ------------- | ----------------------------- | ------------- |
| Nr.           | Fahrer                        | Platz         |
| 51            | Juan Pedro López (ESP)        | 17.           |
| 52            | Julien Bernard (FRA)          | 68.           |
| 53            | Kenny Elissonde (FRA)         | 50.           |
| 54            | Amanuel Ghebreigzabhier (ERI) | 82.           |
| 55            | Bauke Mollema (NED)           | 79.           |
| 56            | Jacopo Mosca (ITA)            | 92.           |
| 57            | Edward Theuns (BEL)           | 128.          |
| 58            | Otto Vergaerde (BEL)          | 113.          |

| Groupama-FDJ GFC | Groupama-FDJ GFC      | Groupama-FDJ GFC |
| ---------------- | --------------------- | ---------------- |
| Nr.              | Fahrer                | Platz            |
| 61               | Rudy Molard (FRA)     | 29.              |
| 62               | Lenny Martinez (FRA)  | 24.              |
| 63               | Lewis Askey (GBR)     | 105.             |
| 64               | Clément Davy (FRA)    | 135.             |
| 65               | Lorenzo Germani (ITA) | 85.              |
| 66               | Romain Grégoire (FRA) | 42.              |
| 67               | Michael Storer (AUS)  | 45.              |
| 68               | Samuel Watson (GBR)   | 123.             |

| Bora-Hansgrohe BOH | Bora-Hansgrohe BOH              | Bora-Hansgrohe BOH |
| ------------------ | ------------------------------- | ------------------ |
| Nr.                | Fahrer                          | Platz              |
| 71                 | Alexander Wlassow               | 7.                 |
| 72                 | Nico Denz (GER)                 | 97.                |
| 73                 | Emanuel Buchmann (GER) (Straße) | 20.                |
| 74                 | Sergio Higuita (COL)            | 43.                |
| 75                 | Lennard Kämna (GER)             | 30.                |
| 76                 | Jonas Koch (GER)                | 93.                |
| 77                 | Cian Uijtdebroeks (BEL)         | 8.                 |
| 78                 | Ben Zwiehoff (GER)              | 35.                |

| Alpecin-Deceuninck ADC | Alpecin-Deceuninck ADC    | Alpecin-Deceuninck ADC |
| ---------------------- | ------------------------- | ---------------------- |
| Nr.                    | Fahrer                    | Platz                  |
| 81                     | Kaden Groves (AUS)        | 122.                   |
| 82                     | Maurice Ballerstedt (GER) | 143.                   |
| 83                     | Tobias Bayer (AUT)        | 141.                   |
| 84                     | Samuel Gaze (NZL)         | DNF-8                  |
| 85                     | Robbe Ghys (BEL)          | DNS-13                 |
| 86                     | Jimmy Janssens (BEL)      | 112.                   |
| 87                     | Jason Osborne (GER)       | 131.                   |
| 88                     | Edward Planckaert (BEL)   | 136.                   |

| Lotto Dstny LTD | Lotto Dstny LTD           | Lotto Dstny LTD |
| --------------- | ------------------------- | --------------- |
| Nr.             | Fahrer                    | Platz           |
| 91              | Thomas De Gendt (BEL)     | 99.             |
| 92              | Jarrad Drizners (AUS)     | 145.            |
| 93              | Sébastien Grignard (BEL)  | 118.            |
| 94              | Andreas Kron (DEN)        | 67.             |
| 95              | Milan Menten (BEL)        | 142.            |
| 96              | Sylvain Moniquet (BEL)    | 94.             |
| 97              | Eduardo Sepúlveda (ARG)   | 102.            |
| 98              | Lennert Van Eetvelt (BEL) | 32.             |

| EF Education-EasyPost EFE | EF Education-EasyPost EFE           | EF Education-EasyPost EFE |
| ------------------------- | ----------------------------------- | ------------------------- |
| Nr.                       | Fahrer                              | Platz                     |
| 101                       | Hugh Carthy (GBR)                   | 23.                       |
| 102                       | Stefan Bissegger (SUI) (Zeitfahren) | 117.                      |
| 103                       | Jonathan Caicedo (ECU) (Zeitfahren) | 47.                       |
| 104                       | Diego Camargo (COL)                 | 84.                       |
| 105                       | Andrea Piccolo (ITA)                | 69.                       |
| 106                       | Sean Quinn (USA)                    | 80.                       |
| 107                       | Marijn van den Berg (NED)           | 126.                      |
| 108                       | Julius van den Berg (NED)           | 120.                      |

| AG2R Citroën Team ACT | AG2R Citroën Team ACT   | AG2R Citroën Team ACT |
| --------------------- | ----------------------- | --------------------- |
| Nr.                   | Fahrer                  | Platz                 |
| 111                   | Mikaël Chérel (FRA)     | 56.                   |
| 112                   | Geoffrey Bouchard (FRA) | DNF-17                |
| 113                   | Dorian Godon (FRA)      | 51.                   |
| 114                   | Paul Lapeira (FRA)      | 109.                  |
| 115                   | Damien Touzé (FRA)      | DNS-19                |
| 116                   | Andrea Vendrame (ITA)   | 95.                   |
| 117                   | Lawrence Warbasse (USA) | 44.                   |
| 118                   | Nicolas Prodhomme (FRA) | 27.                   |

| Team Jayco AlUla JAY | Team Jayco AlUla JAY    | Team Jayco AlUla JAY |
| -------------------- | ----------------------- | -------------------- |
| Nr.                  | Fahrer                  | Platz                |
| 121                  | Eddie Dunbar (IRL)      | DNF-5                |
| 122                  | Felix Engelhardt (GER)  | 70.                  |
| 123                  | Hagos Welay Berhe (ETH) | DNS-16               |
| 124                  | Michael Hepburn (AUS)   | DNF-6                |
| 125                  | Jan Maas (NED)          | 137.                 |
| 126                  | Callum Scotson (AUS)    | DNF-13               |
| 127                  | Matteo Sobrero (ITA)    | 86.                  |
| 128                  | Filippo Zana (ITA)      | DNF-5                |

| Intermarché-Circus-Wanty ICW | Intermarché-Circus-Wanty ICW | Intermarché-Circus-Wanty ICW |
| ---------------------------- | ---------------------------- | ---------------------------- |
| Nr.                          | Fahrer                       | Platz                        |
| 131                          | Rui Costa (POR)              | 41.                          |
| 132                          | Kobe Goossens (BEL)          | DNS-5                        |
| 133                          | Rune Herregodts (BEL)        | DNF-16                       |
| 134                          | Julius Johansen (DEN)        | 98.                          |
| 135                          | Hugo Page (FRA)              | 127.                         |
| 136                          | Rein Taaramäe (EST)          | DNF-14                       |
| 137                          | Simone Petilli (ITA)         | 58.                          |
| 138                          | Boy van Poppel (NED)         | 124.                         |

| Movistar Team MOV | Movistar Team MOV           | Movistar Team MOV |
| ----------------- | --------------------------- | ----------------- |
| Nr.               | Fahrer                      | Platz             |
| 141               | Enric Mas (ESP)             | 6.                |
| 142               | Jorge Arcas (ESP)           | 87.               |
| 143               | Ruben Guerreiro (POR)       | DNS-5             |
| 144               | Imanol Erviti (ESP)         | 78.               |
| 145               | Iván García Cortina (ESP)   | 72.               |
| 146               | Oier Lazkano (ESP) (Straße) | 81.               |
| 147               | Nélson Oliveira (POR)       | 53.               |
| 148               | Einer Rubio (COL)           | 16.               |

| Cofidis COF | Cofidis COF           | Cofidis COF |
| ----------- | --------------------- | ----------- |
| Nr.         | Fahrer                | Platz       |
| 151         | Jesús Herrada (ESP)   | 83.         |
| 152         | Davide Cimolai (ITA)  | 146.        |
| 153         | François Bidard (FRA) | 125.        |
| 154         | André Carvalho (POR)  | 134.        |
| 155         | Bryan Coquard (FRA)   | DNS-5       |
| 156         | Rubén Fernández (ESP) | 54.         |
| 157         | José Herrada (ESP)    | 132.        |
| 158         | Rémy Rochas (FRA)     | 28.         |

| Team DSM-Firmenich DSM | Team DSM-Firmenich DSM | Team DSM-Firmenich DSM |
| ---------------------- | ---------------------- | ---------------------- |
| Nr.                    | Fahrer                 | Platz                  |
| 161                    | Romain Bardet (FRA)    | 21.                    |
| 162                    | Romain Combaud (FRA)   | 119.                   |
| 163                    | Alberto Dainese (ITA)  | 144.                   |
| 164                    | Sean Flynn (GBR)       | 116.                   |
| 165                    | Chris Hamilton (AUS)   | 63.                    |
| 166                    | Lorenzo Milesi (ITA)   | DNF-6                  |
| 167                    | Oscar Onley (GBR)      | DNF-2                  |
| 168                    | Max Poole (GBR)        | 49.                    |

| Arkéa-Samsic ARK | Arkéa-Samsic ARK         | Arkéa-Samsic ARK |
| ---------------- | ------------------------ | ---------------- |
| Nr.              | Fahrer                   | Platz            |
| 171              | Kévin Vauquelin (FRA)    | DNF-15           |
| 172              | Élie Gesbert (FRA)       | 73.              |
| 173              | Hugo Hofstetter (FRA)    | 111.             |
| 174              | Mathis Le Berre (FRA)    | 90.              |
| 175              | Kévin Ledanois (FRA)     | 103.             |
| 176              | Łukasz Owsian (POL)      | 75.              |
| 177              | Michel Ries (LUX)        | 66.              |
| 178              | Cristian Rodríguez (ESP) | 13.              |

| TotalEnergies TEN | TotalEnergies TEN      | TotalEnergies TEN |
| ----------------- | ---------------------- | ----------------- |
| Nr.               | Fahrer                 | Platz             |
| 181               | Steff Cras (BEL)       | 11.               |
| 182               | Thomas Bonnet (FRA)    | DNF-16            |
| 183               | Fabien Doubey (FRA)    | 36.               |
| 184               | Alan Jousseaume (FRA)  | DNS-13            |
| 185               | Pierre Latour (FRA)    | DNF-8             |
| 186               | Paul Ourselin (FRA)    | 26.               |
| 187               | Geoffrey Soupe (FRA)   | 101.              |
| 188               | Dries Van Gestel (BEL) | 107.              |

| Astana Qazaqstan Team AST | Astana Qazaqstan Team AST | Astana Qazaqstan Team AST |
| ------------------------- | ------------------------- | ------------------------- |
| Nr.                       | Fahrer                    | Platz                     |
| 191                       | Samuele Battistella (ITA) | 121.                      |
| 192                       | David de la Cruz (ESP)    | DNS-16                    |
| 193                       | Luis León Sánchez (ESP)   | 61.                       |
| 194                       | Javier Romo (ESP)         | DNS-10                    |
| 195                       | Joseph Dombrowski (USA)   | 57.                       |
| 196                       | Wadim Pronski (KAZ)       | 91.                       |
| 197                       | Fabio Felline (ITA)       | 76.                       |
| 198                       | Andrei Seiz (KAZ)         | 46.                       |

| Burgos-BH BBH | Burgos-BH BBH                    | Burgos-BH BBH |
| ------------- | -------------------------------- | ------------- |
| Nr.           | Fahrer                           | Platz         |
| 201           | José Manuel Díaz (ESP)           | 64.           |
| 202           | Cyril Barthe (FRA)               | 108.          |
| 203           | Jetse Bol (NED)                  | 110.          |
| 204           | Jesús Ezquerra (ESP)             | 89.           |
| 205           | Eric Fagúndez (URU) (Zeitfahren) | 129.          |
| 206           | Daniel Navarro (ESP)             | 39.           |
| 207           | Ander Okamika (ESP)              | 62.           |
| 208           | Pelayo Sánchez (ESP)             | 37.           |

| Caja Rural-Seguros RGA CJR | Caja Rural-Seguros RGA CJR                 | Caja Rural-Seguros RGA CJR |
| -------------------------- | ------------------------------------------ | -------------------------- |
| Nr.                        | Fahrer                                     | Platz                      |
| 211                        | Orluis Aular (VEN) (Straße und Zeitfahren) | DNS-13                     |
| 212                        | Abel Balderstone (ESP)                     | 77.                        |
| 213                        | Fernando Barceló (ESP)                     | 48.                        |
| 214                        | Jon Barrenetxea (ESP)                      | 74.                        |
| 215                        | Jefferson Cepeda (ECU)                     | DNS-10                     |
| 216                        | David González López (ESP)                 | 106.                       |
| 217                        | Joel Nicolau (ESP)                         | 100.                       |
| 218                        | Michal Schlegel (CZE)                      | 114.                       |

| Soudal Quick-Step SOQ | Soudal Quick-Step SOQ                         | Soudal Quick-Step SOQ |
| --------------------- | --------------------------------------------- | --------------------- |
| Nr.                   | Fahrer                                        | Platz                 |
| 1                     | Remco Evenepoel (BEL) (Straße und Zeitfahren) | 12.                   |
| 2                     | Andrea Bagioli (ITA)                          | DNF-6                 |
| 3                     | Mattia Cattaneo (ITA)                         | 34.                   |
| 4                     | Jan Hirt (CZE)                                | 59.                   |
| 5                     | James Knox (GBR)                              | 65.                   |
| 6                     | Casper Pedersen (DEN)                         | 140.                  |
| 7                     | Pieter Serry (BEL)                            | 96.                   |
| 8                     | Louis Vervaeke (BEL)                          | 33.                   |

| UAE Team Emirates UAD | UAE Team Emirates UAD           | UAE Team Emirates UAD |
| --------------------- | ------------------------------- | --------------------- |
| Nr.                   | Fahrer                          | Platz                 |
| 11                    | Juan Ayuso (ESP)                | 4.                    |
| 12                    | João Almeida (POR) (Zeitfahren) | 9.                    |
| 13                    | Rui Oliveira (POR)              | 148.                  |
| 14                    | Finn Fisher-Black (NZL)         | 40.                   |
| 15                    | Sebastián Molano (COL)          | 147.                  |
| 16                    | Domen Novak (SLO)               | 138.                  |
| 17                    | Marc Soler (ESP)                | 14.                   |
| 18                    | Jay Vine (AUS) (Zeitfahren)     | DNF-6                 |

| Jumbo-Visma TJV | Jumbo-Visma TJV                             | Jumbo-Visma TJV |
| --------------- | ------------------------------------------- | --------------- |
| Nr.             | Fahrer                                      | Platz           |
| 21              | Primož Roglič (SLO)                         | 3.              |
| 22              | Robert Gesink (NED)                         | 52.             |
| 23              | Wilco Kelderman (NED)                       | 25.             |
| 24              | Sepp Kuss (USA)                             | 1.              |
| 25              | Jan Tratnik (SLO)                           | 38.             |
| 26              | Attila Valter (HUN) (Straße und Zeitfahren) | 22.             |
| 27              | Dylan van Baarle (NED) (Straße)             | 88.             |
| 28              | Jonas Vingegaard (DEN)                      | 2.              |

| Ineos Grenadiers IGD | Ineos Grenadiers IGD             | Ineos Grenadiers IGD |
| -------------------- | -------------------------------- | -------------------- |
| Nr.                  | Fahrer                           | Platz                |
| 31                   | Geraint Thomas (GBR)             | 31.                  |
| 32                   | Thymen Arensman (NED)            | DNF-7                |
| 33                   | Egan Bernal (COL)                | 55.                  |
| 34                   | Jonathan Castroviejo (ESP)       | 60.                  |
| 35                   | Laurens De Plus (BEL)            | DNF-1                |
| 36                   | Filippo Ganna (ITA) (Zeitfahren) | 104.                 |
| 37                   | Omar Fraile (ESP)                | 115.                 |
| 38                   | Kim Heiduk (GER)                 | 139.                 |

| Bahrain Victorious TBV | Bahrain Victorious TBV  | Bahrain Victorious TBV |
| ---------------------- | ----------------------- | ---------------------- |
| Nr.                    | Fahrer                  | Platz                  |
| 41                     | Santiago Buitrago (COL) | 10.                    |
| 42                     | Damiano Caruso (ITA)    | 19.                    |
| 43                     | Matevž Govekar (SLO)    | 133.                   |
| 44                     | Kamil Gradek (POL)      | 130.                   |
| 45                     | Mikel Landa (ESP)       | 5.                     |
| 46                     | Wout Poels (NED)        | 15.                    |
| 47                     | Jasha Sütterlin (GER)   | 71.                    |
| 48                     | Antonio Tiberi (ITA)    | 18.                    |

| Lidl-Trek LTK | Lidl-Trek LTK                 | Lidl-Trek LTK |
| ------------- | ----------------------------- | ------------- |
| Nr.           | Fahrer                        | Platz         |
| 51            | Juan Pedro López (ESP)        | 17.           |
| 52            | Julien Bernard (FRA)          | 68.           |
| 53            | Kenny Elissonde (FRA)         | 50.           |
| 54            | Amanuel Ghebreigzabhier (ERI) | 82.           |
| 55            | Bauke Mollema (NED)           | 79.           |
| 56            | Jacopo Mosca (ITA)            | 92.           |
| 57            | Edward Theuns (BEL)           | 128.          |
| 58            | Otto Vergaerde (BEL)          | 113.          |

| Groupama-FDJ GFC | Groupama-FDJ GFC      | Groupama-FDJ GFC |
| ---------------- | --------------------- | ---------------- |
| Nr.              | Fahrer                | Platz            |
| 61               | Rudy Molard (FRA)     | 29.              |
| 62               | Lenny Martinez (FRA)  | 24.              |
| 63               | Lewis Askey (GBR)     | 105.             |
| 64               | Clément Davy (FRA)    | 135.             |
| 65               | Lorenzo Germani (ITA) | 85.              |
| 66               | Romain Grégoire (FRA) | 42.              |
| 67               | Michael Storer (AUS)  | 45.              |
| 68               | Samuel Watson (GBR)   | 123.             |

| Bora-Hansgrohe BOH | Bora-Hansgrohe BOH              | Bora-Hansgrohe BOH |
| ------------------ | ------------------------------- | ------------------ |
| Nr.                | Fahrer                          | Platz              |
| 71                 | Alexander Wlassow               | 7.                 |
| 72                 | Nico Denz (GER)                 | 97.                |
| 73                 | Emanuel Buchmann (GER) (Straße) | 20.                |
| 74                 | Sergio Higuita (COL)            | 43.                |
| 75                 | Lennard Kämna (GER)             | 30.                |
| 76                 | Jonas Koch (GER)                | 93.                |
| 77                 | Cian Uijtdebroeks (BEL)         | 8.                 |
| 78                 | Ben Zwiehoff (GER)              | 35.                |

| Alpecin-Deceuninck ADC | Alpecin-Deceuninck ADC    | Alpecin-Deceuninck ADC |
| ---------------------- | ------------------------- | ---------------------- |
| Nr.                    | Fahrer                    | Platz                  |
| 81                     | Kaden Groves (AUS)        | 122.                   |
| 82                     | Maurice Ballerstedt (GER) | 143.                   |
| 83                     | Tobias Bayer (AUT)        | 141.                   |
| 84                     | Samuel Gaze (NZL)         | DNF-8                  |
| 85                     | Robbe Ghys (BEL)          | DNS-13                 |
| 86                     | Jimmy Janssens (BEL)      | 112.                   |
| 87                     | Jason Osborne (GER)       | 131.                   |
| 88                     | Edward Planckaert (BEL)   | 136.                   |

| Lotto Dstny LTD | Lotto Dstny LTD           | Lotto Dstny LTD |
| --------------- | ------------------------- | --------------- |
| Nr.             | Fahrer                    | Platz           |
| 91              | Thomas De Gendt (BEL)     | 99.             |
| 92              | Jarrad Drizners (AUS)     | 145.            |
| 93              | Sébastien Grignard (BEL)  | 118.            |
| 94              | Andreas Kron (DEN)        | 67.             |
| 95              | Milan Menten (BEL)        | 142.            |
| 96              | Sylvain Moniquet (BEL)    | 94.             |
| 97              | Eduardo Sepúlveda (ARG)   | 102.            |
| 98              | Lennert Van Eetvelt (BEL) | 32.             |

| EF Education-EasyPost EFE | EF Education-EasyPost EFE           | EF Education-EasyPost EFE |
| ------------------------- | ----------------------------------- | ------------------------- |
| Nr.                       | Fahrer                              | Platz                     |
| 101                       | Hugh Carthy (GBR)                   | 23.                       |
| 102                       | Stefan Bissegger (SUI) (Zeitfahren) | 117.                      |
| 103                       | Jonathan Caicedo (ECU) (Zeitfahren) | 47.                       |
| 104                       | Diego Camargo (COL)                 | 84.                       |
| 105                       | Andrea Piccolo (ITA)                | 69.                       |
| 106                       | Sean Quinn (USA)                    | 80.                       |
| 107                       | Marijn van den Berg (NED)           | 126.                      |
| 108                       | Julius van den Berg (NED)           | 120.                      |

| AG2R Citroën Team ACT | AG2R Citroën Team ACT   | AG2R Citroën Team ACT |
| --------------------- | ----------------------- | --------------------- |
| Nr.                   | Fahrer                  | Platz                 |
| 111                   | Mikaël Chérel (FRA)     | 56.                   |
| 112                   | Geoffrey Bouchard (FRA) | DNF-17                |
| 113                   | Dorian Godon (FRA)      | 51.                   |
| 114                   | Paul Lapeira (FRA)      | 109.                  |
| 115                   | Damien Touzé (FRA)      | DNS-19                |
| 116                   | Andrea Vendrame (ITA)   | 95.                   |
| 117                   | Lawrence Warbasse (USA) | 44.                   |
| 118                   | Nicolas Prodhomme (FRA) | 27.                   |

| Team Jayco AlUla JAY | Team Jayco AlUla JAY    | Team Jayco AlUla JAY |
| -------------------- | ----------------------- | -------------------- |
| Nr.                  | Fahrer                  | Platz                |
| 121                  | Eddie Dunbar (IRL)      | DNF-5                |
| 122                  | Felix Engelhardt (GER)  | 70.                  |
| 123                  | Hagos Welay Berhe (ETH) | DNS-16               |
| 124                  | Michael Hepburn (AUS)   | DNF-6                |
| 125                  | Jan Maas (NED)          | 137.                 |
| 126                  | Callum Scotson (AUS)    | DNF-13               |
| 127                  | Matteo Sobrero (ITA)    | 86.                  |
| 128                  | Filippo Zana (ITA)      | DNF-5                |

| Intermarché-Circus-Wanty ICW | Intermarché-Circus-Wanty ICW | Intermarché-Circus-Wanty ICW |
| ---------------------------- | ---------------------------- | ---------------------------- |
| Nr.                          | Fahrer                       | Platz                        |
| 131                          | Rui Costa (POR)              | 41.                          |
| 132                          | Kobe Goossens (BEL)          | DNS-5                        |
| 133                          | Rune Herregodts (BEL)        | DNF-16                       |
| 134                          | Julius Johansen (DEN)        | 98.                          |
| 135                          | Hugo Page (FRA)              | 127.                         |
| 136                          | Rein Taaramäe (EST)          | DNF-14                       |
| 137                          | Simone Petilli (ITA)         | 58.                          |
| 138                          | Boy van Poppel (NED)         | 124.                         |

| Movistar Team MOV | Movistar Team MOV           | Movistar Team MOV |
| ----------------- | --------------------------- | ----------------- |
| Nr.               | Fahrer                      | Platz             |
| 141               | Enric Mas (ESP)             | 6.                |
| 142               | Jorge Arcas (ESP)           | 87.               |
| 143               | Ruben Guerreiro (POR)       | DNS-5             |
| 144               | Imanol Erviti (ESP)         | 78.               |
| 145               | Iván García Cortina (ESP)   | 72.               |
| 146               | Oier Lazkano (ESP) (Straße) | 81.               |
| 147               | Nélson Oliveira (POR)       | 53.               |
| 148               | Einer Rubio (COL)           | 16.               |

| Cofidis COF | Cofidis COF           | Cofidis COF |
| ----------- | --------------------- | ----------- |
| Nr.         | Fahrer                | Platz       |
| 151         | Jesús Herrada (ESP)   | 83.         |
| 152         | Davide Cimolai (ITA)  | 146.        |
| 153         | François Bidard (FRA) | 125.        |
| 154         | André Carvalho (POR)  | 134.        |
| 155         | Bryan Coquard (FRA)   | DNS-5       |
| 156         | Rubén Fernández (ESP) | 54.         |
| 157         | José Herrada (ESP)    | 132.        |
| 158         | Rémy Rochas (FRA)     | 28.         |

| Team DSM-Firmenich DSM | Team DSM-Firmenich DSM | Team DSM-Firmenich DSM |
| ---------------------- | ---------------------- | ---------------------- |
| Nr.                    | Fahrer                 | Platz                  |
| 161                    | Romain Bardet (FRA)    | 21.                    |
| 162                    | Romain Combaud (FRA)   | 119.                   |
| 163                    | Alberto Dainese (ITA)  | 144.                   |
| 164                    | Sean Flynn (GBR)       | 116.                   |
| 165                    | Chris Hamilton (AUS)   | 63.                    |
| 166                    | Lorenzo Milesi (ITA)   | DNF-6                  |
| 167                    | Oscar Onley (GBR)      | DNF-2                  |
| 168                    | Max Poole (GBR)        | 49.                    |

| Arkéa-Samsic ARK | Arkéa-Samsic ARK         | Arkéa-Samsic ARK |
| ---------------- | ------------------------ | ---------------- |
| Nr.              | Fahrer                   | Platz            |
| 171              | Kévin Vauquelin (FRA)    | DNF-15           |
| 172              | Élie Gesbert (FRA)       | 73.              |
| 173              | Hugo Hofstetter (FRA)    | 111.             |
| 174              | Mathis Le Berre (FRA)    | 90.              |
| 175              | Kévin Ledanois (FRA)     | 103.             |
| 176              | Łukasz Owsian (POL)      | 75.              |
| 177              | Michel Ries (LUX)        | 66.              |
| 178              | Cristian Rodríguez (ESP) | 13.              |

| TotalEnergies TEN | TotalEnergies TEN      | TotalEnergies TEN |
| ----------------- | ---------------------- | ----------------- |
| Nr.               | Fahrer                 | Platz             |
| 181               | Steff Cras (BEL)       | 11.               |
| 182               | Thomas Bonnet (FRA)    | DNF-16            |
| 183               | Fabien Doubey (FRA)    | 36.               |
| 184               | Alan Jousseaume (FRA)  | DNS-13            |
| 185               | Pierre Latour (FRA)    | DNF-8             |
| 186               | Paul Ourselin (FRA)    | 26.               |
| 187               | Geoffrey Soupe (FRA)   | 101.              |
| 188               | Dries Van Gestel (BEL) | 107.              |

| Astana Qazaqstan Team AST | Astana Qazaqstan Team AST | Astana Qazaqstan Team AST |
| ------------------------- | ------------------------- | ------------------------- |
| Nr.                       | Fahrer                    | Platz                     |
| 191                       | Samuele Battistella (ITA) | 121.                      |
| 192                       | David de la Cruz (ESP)    | DNS-16                    |
| 193                       | Luis León Sánchez (ESP)   | 61.                       |
| 194                       | Javier Romo (ESP)         | DNS-10                    |
| 195                       | Joseph Dombrowski (USA)   | 57.                       |
| 196                       | Wadim Pronski (KAZ)       | 91.                       |
| 197                       | Fabio Felline (ITA)       | 76.                       |
| 198                       | Andrei Seiz (KAZ)         | 46.                       |

| Burgos-BH BBH | Burgos-BH BBH                    | Burgos-BH BBH |
| ------------- | -------------------------------- | ------------- |
| Nr.           | Fahrer                           | Platz         |
| 201           | José Manuel Díaz (ESP)           | 64.           |
| 202           | Cyril Barthe (FRA)               | 108.          |
| 203           | Jetse Bol (NED)                  | 110.          |
| 204           | Jesús Ezquerra (ESP)             | 89.           |
| 205           | Eric Fagúndez (URU) (Zeitfahren) | 129.          |
| 206           | Daniel Navarro (ESP)             | 39.           |
| 207           | Ander Okamika (ESP)              | 62.           |
| 208           | Pelayo Sánchez (ESP)             | 37.           |

| Caja Rural-Seguros RGA CJR | Caja Rural-Seguros RGA CJR                 | Caja Rural-Seguros RGA CJR |
| -------------------------- | ------------------------------------------ | -------------------------- |
| Nr.                        | Fahrer                                     | Platz                      |
| 211                        | Orluis Aular (VEN) (Straße und Zeitfahren) | DNS-13                     |
| 212                        | Abel Balderstone (ESP)                     | 77.                        |
| 213                        | Fernando Barceló (ESP)                     | 48.                        |
| 214                        | Jon Barrenetxea (ESP)                      | 74.                        |
| 215                        | Jefferson Cepeda (ECU)                     | DNS-10                     |
| 216                        | David González López (ESP)                 | 106.                       |
| 217                        | Joel Nicolau (ESP)                         | 100.                       |
| 218                        | Michal Schlegel (CZE)                      | 114.                       |